# Sophie Okonedo

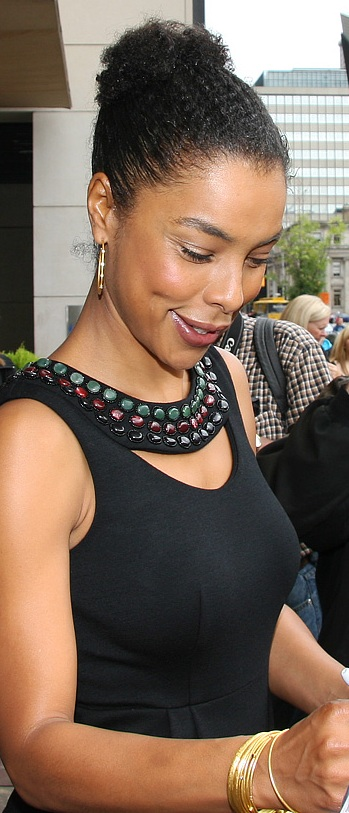
Sophie Okonedo, 2008

Sophie Okonedo, CBE (* 11. August 1968 in London, England) ist eine britische Film- und Theaterschauspielerin.

## Leben
Die Schauspielerin, Tochter eines Nigerianers und einer Britin, wurde im Alter von 18 Jahren auf eine Zeitungsanzeige eines Workshops für kreatives Schreiben im Magazin Time Out aufmerksam. Bei der Arbeit im Workshop merkte Okonedo jedoch schnell, dass sie mehr Talent dazu hatte, die Skripte ihrer Kollegen dramatisch vorzutragen als ihre eigenen. Auf Anraten ihres Lehrers Hanif Kureishi, eines bekannten Schriftstellers und Drehbuchautors, bewarb sich Okonedo am Royal Court Theatre. Es folgte ein Stipendium der Royal Academy. Einige Jahre später erhielt sie gute Kritiken für ihr Spiel in William Shakespeares Stück Troilus und Cressida, das von der jahrelangen Belagerung Trojas handelt.
Erste Filmerfahrungen sammelte Okonedo mit Nebenrollen unter anderem in Michael Winterbottoms Drama Go Now (1995) und als Stammesprinzessin neben Jim Carrey in der Komödie Ace Ventura – Jetzt wird’s wild. In dieser Zeit widmete sich Okonedo überwiegend ihrer Arbeit am Theater und war nebenbei in eher belanglosen Rollen in diversen Kino- und Fernsehfilmen zu sehen. Ihren Durchbruch im Filmbusiness feierte Okonedo 2002, als sie in Stephen Frears düsterem Thriller Kleine schmutzige Tricks  neben Audrey Tautou den Part der sympathischen Prostituierten Juliette übernahm. Die Rolle war ausschlaggebend dafür, dass Regisseur Terry George sie zwei Jahre später für das Spielfilmdrama Hotel Ruanda verpflichtete. In dem Film, der 1994 zur Zeit des Völkermords in Ruanda spielt, ist Okonedo in der Rolle der haltgebenden Ehefrau von Schauspielkollegen Don Cheadle zu sehen, der als Hotelmanager Paul Rusesabagina Tausenden von verfolgten Tutsis das Leben rettet. Für diese Leistung wurde sie 2005 für den Oscar als beste Nebendarstellerin nominiert.
Okonedo möchte weiterhin dem Theater treu bleiben, erschien jedoch 2005 an der Seite von Oscarpreisträgerin Charlize Theron in dem Science-Fiction-Film Æon Flux, der auf der gleichnamigen MTV-Comic-Serie basiert. 2006 spielt sie u. a. an der Seite von Mickey Rourke und Alicia Silverstone in dem Abenteuerfilm Stormbreaker, der von einem 14-jährigen Waisenjungen handelt, der zum MI6-Agenten wider Willen wird. Im selben Jahr war sie neben Tim Roth, Chiwetel Ejiofor und Toni Collette in Bharat Nalluris Drama Tsunami – Die Killerwelle zu sehen. Für den Fernsehzweiteiler, der sich des katastrophalen Seebebens im Indischen Ozean aus dem Jahr 2004 annimmt, war sie 2007 für den Golden Globe als beste Hauptdarstellerin in einer Mini-Serie oder Fernsehfilm nominiert.
2017 spielte sie im West End zusammen mit Damian Lewis in Edward Albees schwarzer Komödie The Goat, or Who Is Sylvia?, die Regie hatte Ian Rickson. 2018 stand sie auf der Bühne des Royal National Theatre, spielte an der Seite von Ralph Fiennes die Rolle der Cleopatra in Shakespeares Antonius und Cleopatra und gewann für ihre Performance den London Evening Standard Theatre Award 2018.
Sie ist Mutter einer Tochter, die aus einer Beziehung mit dem irischen Filmeditor Eoin Martin stammt.

## Filmografie (Auswahl)
- 1991: Miss Queencake (Kurzfilm)
- 1991: Young Soul Rebels
- 1993: Age of Treason (Fernsehfilm)
- 1995: Go Now! Jetzt erst recht (Go Now)
- 1995: The Governor (Fernsehserie, sechs Folgen)
- 1995: Ace Ventura – Jetzt wird’s wild (Ace Ventura: When Nature Calls)
- 1996: Deep Secrets (Fernsehfilm)
- 1997: Der Schakal (The Jackal)
- 1999: Mad Cows
- 1999: Lover oder Loser (This Year’s Love)
- 2000: Never Never (Fernsehfilm)
- 2000: Peaches
- 2000: In Defence (Fernsehserie, drei Folgen)
- 2001: Sweet Revenge (Fernsehfilm)
- 2001: Once Seen (Kurzfilm)
- 2002: Kleine schmutzige Tricks (Dirty Pretty Things)
- 2002: Dead Casual (Fernsehfilm)
- 2003: Alibi (Fernsehfilm)
- 2003: Cross My Heart
- 2004: Inspector Lynley (The Inspector Lynley Mysteries)
- 2004: Hotel Ruanda (Hotel Rwanda)
- 2004: Whose Baby? (Fernsehfilm)
- 2005: Æon Flux
- 2005: Born with Two Mothers (Fernsehfilm)
- 2006: Stormbreaker
- 2006: Scenes of a Sexual Nature
- 2006: The True Voice of Rape (Fernsehfilm)
- 2006: Tsunami – Die Killerwelle (Tsunami: The Aftermath, Fernsehfilm)
- 2007: Mein Kind vom Mars (Martian Child)
- 2007: Celebration (Fernsehfilm)
- 2007: Oliver Twist (Fernsehserie, fünf Folgen)
- 2008: Die Bienenhüterin (The Secret Life of Bees)
- 2008: Skin – Schrei nach Gerechtigkeit (Skin)
- 2009: Father & Son (Fernsehserie, vier Folgen)
- 2009: Criminal Justice (Fernsehserie, fünf Folgen)
- 2010: Mrs Mandela (Fernsehfilm)
- 2010: Doctor Who (Fernsehserie, zwei Folgen)
- 2011: The Slap – Nur eine Ohrfeige (The Slap, Fernsehserie, acht Folgen)
- 2012: Sindbad (Sinbad, Fernsehserie, Folge 1x02 Königin der Wasserdiebe)
- 2013: After Earth
- 2013: Der Anwalt des Teufels (The Escape Artist, Fernsehserie, drei Folgen)
- 2014: War Book
- 2016: Undercover (Fernsehserie, sechs Folgen)
- 2018: Wanderlust (Fernsehserie)
- 2018: Christopher Robin
- 2018: Wild Rose
- 2019: Hellboy – Call of Darkness (Hellboy)
- 2020: Ratched (Fernsehserie)
- 2021: Charlotte
- 2021–2025: Das Rad der Zeit (The Wheel of Time, Fernsehserie)
- 2022: Tod auf dem Nil (Death on the Nile)
- 2022: Raymond & Ray
- 2022–2023: Slow Horses – Ein Fall für Jackson Lamb (Slow Horses, Fernsehserie, 7 Folgen)
- 2022: Inside No. 9 (Fernsehserie, 1 Folge)
- 2023: Heart of Stone
- 2023: Janet Planet

## Auszeichnungen

### Oscar
- 2005: nominiert als Beste Nebendarstellerin für Hotel Ruanda

### Golden Globe Award
- 2007: nominiert als Beste Hauptdarstellerin in einer Mini-Serie oder Fernsehfilm für Tsunami – Die Killerwelle

### Weitere
Black Reel Awards
- 2005: Beste Darstellerin (Drama) für Hotel Ruanda
- 2008: nominiert als Beste Nebendarstellerin und in der Kategorie Bestes Schauspielensemble für Die Bienenhüterin
- 2010: nominiert als Beste Hauptdarstellerin für Skin

British Academy Television Award
- 2010: nominiert als Beste Hauptdarstellerin für Mrs Mandela und als Beste Nebendarstellerin für Criminal Justice

British Independent Film Awards
- 2003: nominiert als Beste Nebendarstellerin für Kleine schmutzige Tricks
- 2009: nominiert als Beste Hauptdarstellerin für Skin

Hollywood Film Festival
- 2008: Bestes Schauspielensemble des Jahres für Die Bienenhüterin

Image Awards
- 2005: nominiert als Beste Nebendarstellerin in einem Spielfilm für Hotel Ruanda
- 2007: Beste Darstellerin in einem Fernsehfilm, -mehrteiler oder dramatischen Programm für Tsunami – Die Killerwelle
- 2009: nominiert als Beste Nebendarstellerin in einem Spielfilm für Die Bienenhüterin
- 2010: nominiert als Beste Hauptdarstellerin in einem Spielfilm für Skins

London Critics Circle Film Awards
- 2006: nominiert als Beste Nebendarstellerin des Jahres für Hotel Ruanda

MTV Movie Awards
- 1996: nominiert für den Besten Filmkuss zusammen mit Jim Carrey für Ace Ventura – Jetzt wird’s wild

Royal Television Society
- 2000: nominiert als Beste Fernsehdarstellerin für Never Never

Satellite Awards
- 2008: nominiert als Beste Nebendarstellerin für Die Bienenhüterin

Screen Actors Guild Awards
- 2005: nominiert als Beste Nebendarstellerin für Hotel Ruanda
- 2005: nominiert für das Beste Schauspielensemble (Drama) für Hotel Ruanda (mit Don Cheadle, Joaquin Phoenix und Nick Nolte)